# Acide 11-cyclohexylundécanoïque
L'acide 11-cyclohexylundécanoïque, ou acide ω-cyclohexylundécanoïque, est un acide gras saturé à 17 atomes de carbone dont la chaîne carbonée se termine par un cycle cyclohexane. On le trouve notamment dans le beurre, d'où il a été isolé en 1965, et il est naturellement présent dans le lait de vache. Il présenterait des propriétés antiseptiques.